# Chloroclystis brunneata
Chloroclystis brunneata är en fjärilsart som beskrevs av Franz Dannehl 1927. Chloroclystis brunneata ingår i släktet Chloroclystis och familjen mätare. Inga underarter finns listade i Catalogue of Life.